# Het grote gat
Het grote gat is het tweehonderdvierendertigste stripverhaal uit de reeks van Suske en Wiske. Het is gemaakt door Paul Geerts.
Het werd gepubliceerd in De Standaard en Het Nieuwsblad van 22 januari 1996 tot en met 13 mei 1996. De eerste albumuitgave in de Vierkleurenreeks was in november 1996, met nummer 250.

## Personages
- Suske, Wiske met Schanulleke, tante Sidonia, Lambik, Jerom, professor Barabas, Harry Winston Junior en andere wetenschappers, misdaadorganisatie, Schotse, Scheve, Digger (diamantzoeker) en zijn vrouw en familie, Lou Bas, Verena en andere ruimtewezens

## Uitvindingen
- de gyronef, de teletijdmachine, de speurneus

## Locaties
- Washington D.C. met het Smithsonian Institution (grootste museum van de Verenigde Staten), Zuid-Afrika, Kimberley met het Grote Gat en de Beers consolidated mines, kamp van diamantzoekers, Rothschild & Sons Bank, café, Mangareva op de Steenbokskeerkring in de Grote Oceaan, Antwerpen met Diamantmuseum en diamantatelier

## Het verhaal
Harry Winstor Junior heeft wetenschappers bijeen geroepen in het Smithsonian Institution omdat de Grote Blauwe Diamant, de Blue Hope, rood wordt. Professor Barabas gaat met zijn vrienden naar het Diamantmuseum van Antwerpen en vertelt hoe diamanten ontstaan en waarom Antwerpen zich terecht het diamantcentrum van de wereld mag noemen. Dan wordt professor Barabas op zijn gsm gebeld en vertelt dat hij meteen naar Washington D.C. moet vertrekken. De vrienden brengen hem naar de luchthaven en de professor komt na een nachtvlucht aan in Washington. Professor Barabas vertelt de geleerden over de problemen bij de Belgische posterijen en laat zijn nieuwste uitvinding, de speurneus, zien. Het toestel tast voorwerpen af en beantwoord alle vragen, maar dan hoort professor Barabas dat de informatie over de rode kleur van de diamant TOP SECRET is. De machine vertelt dat er een gelijke blauwe diamant in mei 1880 in het Grote Gat in Kimberley, Zuid-Afrika, is gevonden.
Dan verdwijnt de Blue Hope en professor Barabas wordt verantwoordelijk gesteld. De professor belooft de identieke diamant te bezorgen aan de wetenschappers, maar wil niet vertellen hoe hij dat gaat doen. Professor Barabas vertelt zijn vrienden wat er aan de hand is, maar dan verdwijnt Schanulleke plotseling. Dan ziet Suske Schanulleke op internet en het poppetje vertelt dat ze samen met de Blue Hope de wereld moet redden. Ze zal de vrienden binnen 50 dagen terugzien. Professor Barabas krijgt via een e-mail toestemming de diamant op te graven, maar het bericht wordt onderschept door een misdaadorganisatie. De professor vertelt de vrienden dat de Blue Hope de rampensteen wordt genoemd omdat iedereen die ermee te maken krijgt in het verderf is gestort. Professor Barabas stuurt zijn vrienden naar Zuid-Afrika in 1880, maar tante Sidonia blijft bij hem.
De vrienden vinden een diamant en kopen daarmee een ossenwagen. Er komen drie mannen langs en ze dwingen professor Barabas om twee van hen naar het verleden te sturen. Als olifanten de weg blokkeren kan Jerom deze beesten wegkrijgen en in een bar verslaat Jerom de grote Lou Bas. De vrienden gaan naar “De Beers” en horen daar dat ze voor 50% van hun opbrengst mogen zoeken in het Grote Gat. Lambik vertelt precies waar ze willen gaan graven en Wiske ziet dan dat twee mannen het hebben gehoord. De vrienden komen in de mijn en Jerom begint te hakken in het kimberliet. Schotse en Scheve vermommen zich en vragen Lambik waarom ze precies op die plek willen graven. De vrienden vinden de grote blauwe diamant, maar dan stort de gang in en Schotse en Scheve ontsnappen met de diamant.
De boeven laten dynamiet ontploffen en Wiske denkt even dat ze alleen overgebleven is, maar gelukkig kan Jerom zich samen met Lambik en Suske bevrijden uit de rotsblokken. Jerom kan de schurken pakken en Lambik pakt de blauwe diamant, maar dan verdwijnen de vrienden. Professor Barabas heeft ze naar hun eigen tijd teruggeflitst en onderzoekt de diamant. Professor Barabas laat de diamant precies zo slijpen als zijn dubbelganger en neemt Suske en Wiske mee naar een diamantatelier. De kinderen krijgen uitleg over het bewerkingsproces van diamanten en ze krijgen het duplicaat mee naar huis. Als professor Barabas de wetenschappers een bericht wil sturen verschijnt Schanulleke op het scherm. Schanulleke vertelt dat de vrienden naar Mangareva op de Steenbokskeerkring in de Grote Oceaan moeten gaan op de tiende dag vanaf die dag (middernacht plaatselijke tijd).
De vrienden moeten de voorzitters van de raad van wetenschappers en de voornaamste verantwoordelijken van de meest geïndustrialiseerde landen ter wereld meenemen. Professor Barabas brengt het duplicaat van de Blue Hope naar het Smithsonian Institution en vertelt de wetenschappers dat ze naar Mangaréva moeten gaan. De vrienden vliegen met de gyronef naar Mangaréva en zien dat er allemaal oorlogsschepen dezelfde richting in gaan. De wetenschappers, verantwoordelijken en militairen zien samen met de vrienden een ruimteschip verschijnen. De ruimtewezens leggen uit dat hun voorouders uit Atlantis kwamen, ze konden net voor de grote catastrofe wegkomen. De ruimtewezens willen de mensheid waarschuwen omdat ze voortekenen zien. De diamant staat voor elk element wat de aarde in stand houdt, en ze zal verkleuren als een element in gevaar komt. Wiske krijgt Schanulleke terug en de ruimtewezens vertrekken. De wetenschappers hebben spijt nu ze doorhebben dat professor Barabas niks met de verdwijning van de Blue Hope te maken had en krijgen de roodblauwe diamant van de professor. Hij hoopt dat de diamant ooit weer helemaal blauw zal worden. De vrienden gaan met de gyronef naar huis en Lambik heeft een ruwe diamant meegenomen die hij thuis wil laten slijpen. Niemand uit het publiek weet dat de Blue Hope in het Smithsonian Institution niet de echte steen is, die ligt in een kluis en wordt dagelijks op kleur onderzocht.